# Pueblo neutral
La Confederación Neutral fue un pueblo indígena de América del Norte que vivió en la costa norte de los lagos Ontario y Erie. Eran una sociedad fundamental agraria y comprendían unos cuarenta asentamientos permanentes. El grupo más grande se autodenominaba Chonnonton, «guardianes de los ciervos», ya que pastoreaban a dichos animales en corrales; otro grupo se llamaba Onguiaahra, «cerca de las grandes aguas» o posiblemente «el estrecho», y vivían al sur de la península del Niágara y su nombre es el origen de la palabra «Niágara». El territorio chonnonton contenía grandes depósitos de pedernal, recurso valioso para fabricar herramientas cortantes, hacer fuego y eventualmente armas de fuego, siendo la primera razón para que suministraran a hurones e iroqueses.
Las Relaciones Jesuíticas de 1652 describen tatuajes entre los petunes y neutrales. Fueron conquistados por los iroqueses durante las Guerras de los Castores en 1653.